# Paul Bissonnette
Paul Albert Bissonnette, född 11 mars 1985, är en kanadensisk professionell ishockeyspelare som spelar för Ontario Reign i AHL. Han valdes av Pittsburgh Penguins i den fjärde rundan i NHL-draften 2003 som 121:e spelare totalt.
Bissonnette, eller BizNasty som han ibland kallar sig, har blivit något av en favorit bland fansen på grund av sin tuffa spelstil med många slagsmål och sin frispråkighet på Twitter.

### Fotnoter
1. ↑  http://twitter.com/BizNasty2point0